# Stenia saurialis
Stenia saurialis là một loài bướm đêm trong họ Crambidae.